# Symphlebia jalapa
Symphlebia jalapa är en fjärilsart som beskrevs av Druce 1894. Symphlebia jalapa ingår i släktet Symphlebia och familjen björnspinnare. Inga underarter finns listade i Catalogue of Life.